# Beris latifacies
Beris latifacies är en tvåvingeart som beskrevs av Akira Nagatomi och Tanaka 1972. Beris latifacies ingår i släktet Beris och familjen vapenflugor. Inga underarter finns listade i Catalogue of Life.